# Jadralno število
Jadralno število ali drsno število (ang. Glide Ratio, fr. Finesse) je razmerje, ki nam pove kolikšno razdaljo preleti letalna naprava (zrakoplov) na enoto izgubljene višine v drsnem letu (brez motorja). 
Jadralno letalo, ki leti pri konstantni hitrosti preleti določeno razdaljo naprej in se spusti za določeno razdaljo (višino) dol. V tem primeru je razmerje vzgon/upor enako jadralnemu številu. Ni pa nujno enako pri drugih manevrih, posebno če hitrost ni konstanta. 
Jadralno število se spreminja s hitrostjo in horizontalnim/vertikalnim gibanjem zračne mase. Pri neki hitrosti doseže maksimalno vrednost, ki se navadno podaja kot tehnični podatek. Letenje skozi dvigajoč se zrak ali pri hrbtnem vetru poveča drsno število, pri spuščajočem zraku in čelnem vetru pa se zmanjša. 
Jadralno število se le malo spreminja s težo zrakoplova, sicer leti naprej hitreje in se spušča hitreje, vendar je kot spuščanja in jadralno število enako. Jadralna letala imajo zato lahko vodni balast za večjo hitrost leta.
Jadralno število:
{\displaystyle {V \over U}={{\Delta s} \over {\Delta h}}={v_{\text{leta naprej}} \over v_{\text{spuščanja}}}}
- V: Vzgon
- U: Upor
- Delta s: Preletena razdalja
- Delta h: Izgubljena višina

## Primeri jadralnih števil
- Jadralno letalo: 40-60
- Jadralni zmaj: 15
- Jadralno padalo: ~11
- Reaktivno potniško letalo Boeing 767: ~12
- Helikopter (avtorotacija):  ~4
- Motorno padalo: 3,6-5,6
- Leteča obleka (Wingsuit): 2,5
- Apollo CM (ob vstopu v atmosfero): 0,368